# 12052 Aretaon
12052 Aretaon è un asteroide troiano di Giove del campo troiano. Scoperto nel 1997, presenta un'orbita caratterizzata da un semiasse maggiore pari a 5,2739994 UA e da un'eccentricità di 0,0682090, inclinata di 11,44090° rispetto all'eclittica.
L'asteroide è dedicato a Aretaone, guerriero troiano.